# Гизатуллина, Аделина Ринатовна
Адели́на Рина́товна Гизату́ллина (род. 5 июля 1991, Среднеколымск, Якутская-Саха ССР) — российская актриса и режиссер театра и кино. Получила известность за исполнение роли Малики в картине «Дикая лига» и роли Фриды Кало в театре имени Евгения Вахтангова.

## Биография
Родилась 5 июля 1991 года в городе Среднеколымске в семье военнослужащего Рината Рашитовича и доктора Зинфиры Рифовны Гизатуллиных.
В детстве семья Аделины много переезжала за отцом военнослужащим. Аделина занималась в студиях классического танца в разных городах: Тикси, Магадан.
В 2000 году семья Гизатуллиных перебралась в Москву, где Аделина продолжила заниматься классическим танцем. В возрасте 12 лет Аделина готовилась к поступлению в хореографическое училище, но упала, выходя из автобуса, и сломала позвоночник.
В 2006 году поступила в школу 232 с театральным уклоном.
В 2008 году поступила в театральное училище им. Щепкина на курс Виктора Коршунова.
Дебютом актрисы на экране стала роль Айгуль Мухамбетовой в полнометражной картине «Цель вижу» в 2012 году. В том же году актрису приняли в труппу театра «Ленком»Марка Захарова.
В 2013 году актриса принимала участие в Летней Академии Михалкова, где приняла участие в съемках фильма-спектакля «Ангелова кукла» Егора Дружинина.
В 2014 году актриса с командой единомышленников поставили моноспектакль о жене Скотта Фицджеральда «Мисс Никто из Алабамы» где Аделина сыграла главную роль. Спектакль был принят в репертуар театра Вахтангова. И с 2014 года Аделина стала актрисой студии театра.
В 2015 году снялась в главной роли в сериале «Простить нельзя расстаться» и сериале «Выйти замуж за Пушкина»
В 2016-2017 году находилась в краткосрочном отпуске, связанном с рождением дочери.
В 2018—2019 году на сцене театра Вахтангова состоялись 2 премьеры «Фрида. Жизнь в цвете» и «Нижинский. Гениальный идиот», где Аделина сыграла главные роли Фриды Кало и мужскую роль танцовщика Вацлава Нижинского.
В 2018 году принята в труппу театра им. Евгения Вахтангова.
В 2018 году принимала участие в спектакле театра МДМ «Комедия том, как шоу пошло не так»
В 2019 году на экраны вышла полнометражная картина «Дикая лига». Где Аделина сыграла главную роль.
В 2021 году получила  Почетный диплом Московской городской думы (за роль Фриды Кало в спектакле Лейлы Абу-аль-Кишек «Фрида. Жизнь в цвете») и благодарственное письмо Министра культуры Российской Федерации
В 2022 году сыграла в моноспектакле «Голоса Жанны» роль Жанны Д’Арк и Мадмуазель Бурьен в спектакле Римаса Туминаса «Война и мир»
В 2023 году покинула театр Вахтангова. В настоящий момент студентка режиссерского отделения Московской Школы Кино.  
Ведет канал на YouTube

## Личная жизнь
Замужем за Дмитрием Голубенко. В 2016 году родилась дочь Павла.
В 2021 году осенью пара официально расторгла отношения.

## Роли в театре
Театр им. Вахтангова:
Мисс Никто из Алабамы (реж: Светлана Медведева)— Зельда Фицджеральд
Пер Гюнт (реж: Юрий Бутусов)— Анитра
Нижинский. Гениальный идиот (реж: Лейла Абу-аль-Кишек) -Вацлав Нижинский 
Фрида. Жизнь в цвете (реж: Лейла Абу-аль-Кишек)— Фрида Кало
Евгений Онегин(реж: Римас Туминас)— Балерина
Мужчины и женщины (реж. Анжелика Холина) — Женщина
Анна Каренина (реж. Анжелика Холина) - Бетси Тверская
Война и мир (реж. Римас Туминас) - Мадмуазель Бурьен
Голоса Жанны ( реж. Ника Косенкова) - Жанна Д’Арк
Театр МДМ
Комедия о том, как шоу пошло не так (реж: Шон Тёрнер)- Энни
Театр Ленком
Небесные странники (реж: Марк Захаров) — Татьяна

## Актерская фильмография
2025 «Доктор Преображенский 3» - Двося   
2025 «Иван да Мадина» - Мадина 
2025 «Чудо-доктор» - Дина 
2023 «Сержант 2» - Далила 
2023 «Доктор Преображенский 2» - Двося 
2020 «Марлен» — Дина Ефарова
2020 «Сны в летнюю ночь» — Лиза (роль второго плана) (Режиссёр: Ринат Салихов)
2019 «Дикая Лига» — Малика (главная роль) (Режиссёр: А. Богатырев, Арт Камачо)
2017 «Простить нельзя расстаться» — Лейла Резаева (главная роль) (Режиссёр: Н. Борц)
2016 «Выйти замуж за Пушкина» — Дуся (роль второго плана) (Режиссёр: В. Усков)
2013 «Ангелова кукла» — Галка (роль второго плана) (Режиссёр: Ег. Дружинин)
2013 «Цель вижу» — Айгуль Мухамбетова (главная роль) (Режиссёр: Ев. Сокуров)

## Режиссерская фильмография
2025 к/ф «Хитрость» драматический балет по повести Ги де Мопассана на музыку Моцарта 